# Zamacra albofasciaria
Zamacra albofasciaria là một loài bướm đêm trong họ Geometridae.